# فيليب فان نيس مايرز
فيليب فان نيس مايرز (بالإنجليزية: Philip Van Ness Myers)‏ هو أستاذ جامعي ومؤرخ أمريكي، ولد في 1846، وتوفي في 1937.